# 泊居町

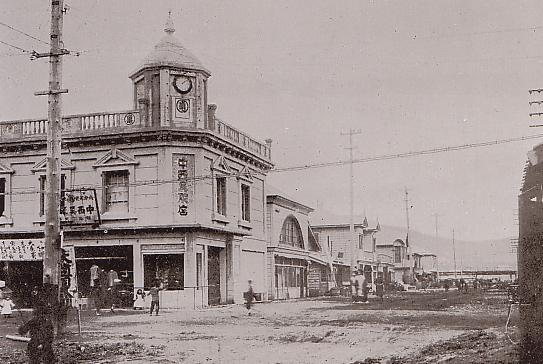
泊居的高砂町

泊居町（日语：／ Tomarioru chō */?）是日本領有下的樺太廳的一個已不存在的町，現在名為托馬里。
地名來自於阿伊努語的「tomari-oro」（港灣內部）。

## 概要
- 面向韃靼海峡，位于樺太西海岸。1941年時人口11777人。
- 有製紙工場、罐頭工場、啤酒工場。

1. ↑  南樺太:概要・地名解・史実 p.338